# Pëtr Ivanovič Bagration
Pëtr Ivanovič Bagration (in russo Пётр Иванович Багратион?; in georgiano:პეტრე ბაგრატიონი Petre Bagrationi; Kizljar, 1765 – Sima, 12 settembre 1812) è stato un generale russo di origine georgiana che servì nell'esercito russo dal 1782 alla morte. Era il fratello maggiore di Roman Ivanovič Bagration.

## Biografia
Nato nel 1765 a Kizljar, in Daghestan, era un principe della dinastia reale georgiana dei Bagration. Il padre, principe Ivan, era un colonnello dell'armata russa. Dopo avere ricevuto una educazione consona al suo rango, specialmente in ambito militare, entrò nell'esercito russo nel 1782.
Negli anni successivi fece esperienza nelle battaglie del Caucaso, dove numerosi furono gli scontri con l'Impero ottomano. Nel 1788, prese parte all'assedio di Očakov, nel quale l'esercito russo fu guidato alla vittoria dal generale Potëmkin, mentre nel 1794 partecipò alla campagna polacca, a seguito della quale fu nominato generale. Nel 1799 il generalissimo Suvorov, accortosi delle grandi capacità del Bagration, lo volle con sé nella campagna militare che vide impegnato l'esercito russo in Italia e in Svizzera. Decisivo fu il suo apporto nella vittoria di Lecco (26 aprile) e in quella di Cassano d'Adda il giorno successivo sul generale francese Moreau e si distinse nelle battaglie sul Trebbia del 17, 18 e 19 giugno contro le truppe del MacDonald, al punto che il suo comandante Suvorov lo definì: «il mio braccio destro».
Nel 1805, durante le guerre napoleoniche, Bagration accrebbe ulteriormente la fama di grande e coraggioso generale. Infatti, nella battaglia di Schöngrabern, la grande resistenza di Pëtr e del reparto da lui controllato si rivelò decisiva per la copertura della ritirata di gran parte dell'esercito russo, guidato da Kutuzov verso Znaim, evitando
che questo venisse distrutto dall'armata francese.
Il 2 dicembre, nella disastrosa sconfitta di Austerlitz, Bagration guidò l'ala destra dell'esercito russo, non riuscendo a evitare il gravissimo rovescio.
Nel 1807, combatté valorosamente nell'armata del generale Bennigsen, nelle battaglie di Eylau, Heilsberg e Friedland, e concluse il 20 giugno l'armistizio con Gioacchino Murat, cui fece seguito la pace di Tilsit. L'anno successivo, nella guerra di Finlandia contro gli svedesi, guidò l'esercito alla conquista delle Isole Åland, mentre nel 1809 combatté contro i Turchi. Per le vittorie riportate in questo periodo, ottenne vari riconoscimenti.
Nel 1812, dopo molti successi, fu sconfitto dai francesi a Mogilev, in Bielorussia; tuttavia la fiducia dello zar Alessandro I nei suoi confronti non venne meno e per questo motivo gli fu affidata la guida dell'ala sinistra dell'esercito russo durante la battaglia di Borodino. Il 7 settembre, nel momento centrale dello scontro, fu ferito gravemente: morì il 12 settembre nel villaggio di Simy.

## Riconoscimenti
- Nello stesso giorno della scomparsa, il suo cadavere fu portato nel luogo in cui era stato ferito mortalmente, in modo che tutto l'esercito potesse rendergli omaggio. Dopo i funerali, celebrati pochi giorni dopo la sua morte, lo zar Alessandro fece erigere un monumento in suo onore nel luogo in cui aveva ricevuto la mortale ferita. Nei decenni successivi, gli furono dedicate molte statue, tra cui quella di Mosca.
- Operazione Bagration fu il nome dato da Stalin alla devastante offensiva russa che nel 1944, durante la seconda guerra mondiale, permise agli Alleati di porre le basi per l'annichilimento della Wehrmacht e per la definitiva sconfitta della Germania nazista.
- La città di Eylau, nella quale aveva combattuto nel 1807, a partire dal 1946 fu denominata in suo onore Bagrationovsk.

## Nella cultura di massa
- Il generale Bagration appare in Guerra e pace di Lev Tolstoj.